# Grande Fantaisie de Concert sur des thèmes de La Belle et la Bête
Grande Fantaisie de Concert sur des thèmes de La Belle et la Bête is een compositie van de Nederlandse componist en pianist Wibi Soerjadi uit 2005 gebaseerd op de Walt Disneyfilm Belle en het Beest.
Disneygek Soerjadi kreeg een aanbod om in Disneyland Parijs op te treden tijdens het 50-jarig bestaan van Disneyland Californië. Hier moest echter wel een tegenprestatie voor worden geleverd: een compositie. Soerjadi werkte één jaar aan de compositie totdat de compositie twee weken vóór de première was voltooid. De première vond plaats in Disneyland Parijs op 24 september 2005 vóór het kasteel van Doornroosje.
De compositie gaat verder in op de oorspronkelijke muziek van Alan Menken, die de filmmuziek schreef. Soerjadi wil in zijn compositie de muziek meer doen laten spreken, immers, in een film is de muziek ondergeschikt aan het beeld. Soerjadi schreef de muziek a lá Liszt.
Qua vorm heeft het vierdelige stuk wat weg van een pianosonate:
1. Prélude
2. Belle
3. La Chasse
4. La Belle et la Bête

De eerste twee delen doen vooral fantasieachtig aan en hebben wat weg van pianowerken van Sergej Prokofjev. Het derde en laatste deel doen meer als werken van Sergej Rachmaninov en Franz Liszt aan.